# 遍照院 (知立市)
遍照院（へんじょういん）は、愛知県知立市弘法町にある真言宗豊山派の寺院。

## 概要
山号は弘法山。本尊は空海自らが彫ったと伝承される見返り姿の自像。三河三弘法の一番札所であり、第二番西福寺、第三番密蔵院とつづく。このため、地元では「見返弘法」や「知立の弘法さん」として親しまれ、縁日には多くの参拝客で賑わう。

## 歴史
寺伝によれば、815年（弘仁6年）に空海（弘法大師）は、関東巡錫の途中にこの地に約1か月滞在した。この際に空海は3体の自像を彫り、このうち一体を本尊として遍照院が創建されたという。
1673年（延宝元年）には刈谷藩藩主の祈願寺として、上重原（現在の知立市）から現在地へ移転した。1979年（昭和54年）には本堂が落慶した。

## 文化財
- 阿弥陀如来立像・伝秋葉権現坐像・僧形坐像・地蔵菩薩立像(知立市指定文化財)
- 不動明王立像(知立市指定文化財)
- 薬師如来坐像(知立市指定文化財)
- 大般若波羅蜜多経(知立市指定文化財)

## ギャラリー

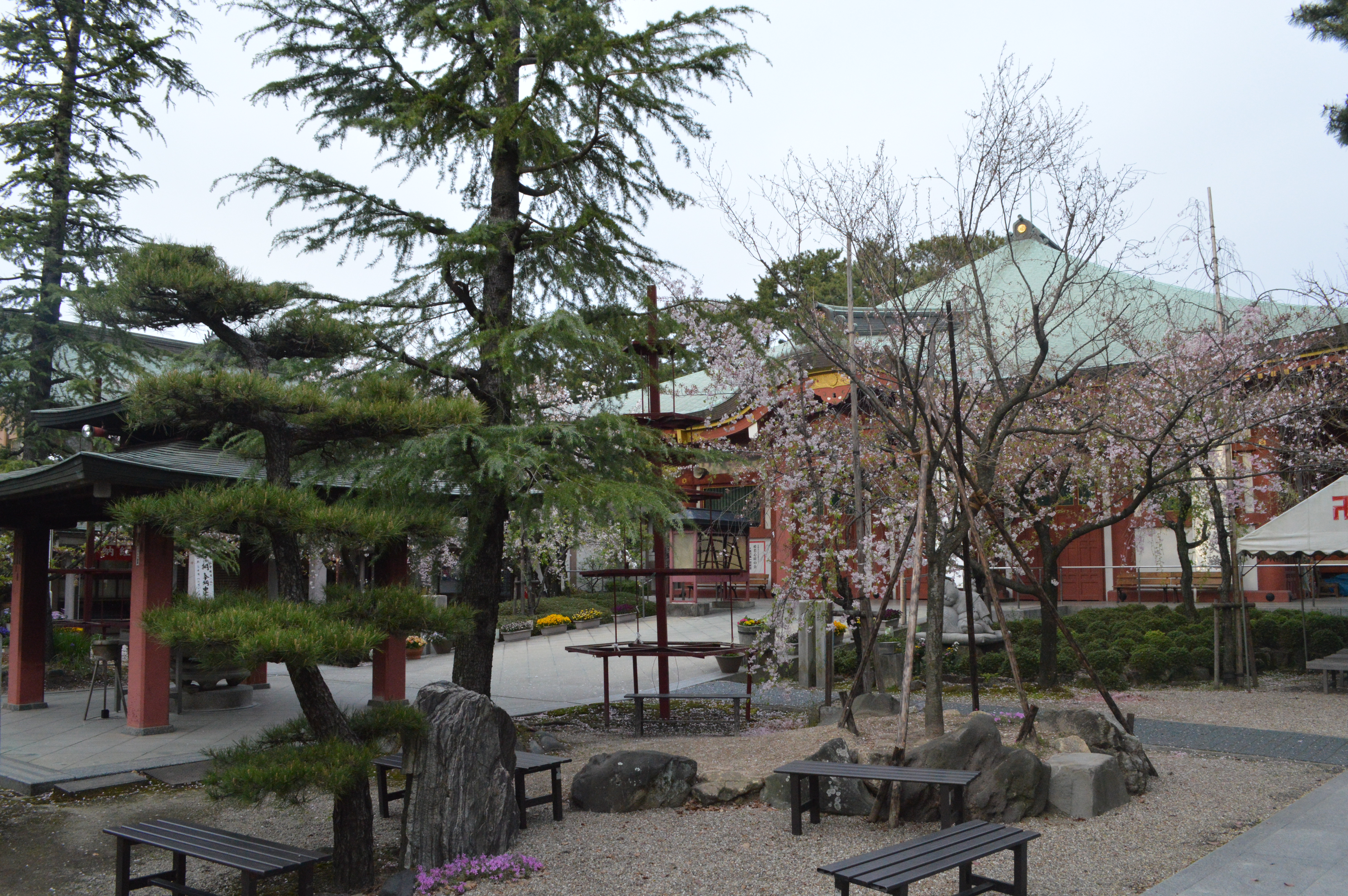
本堂
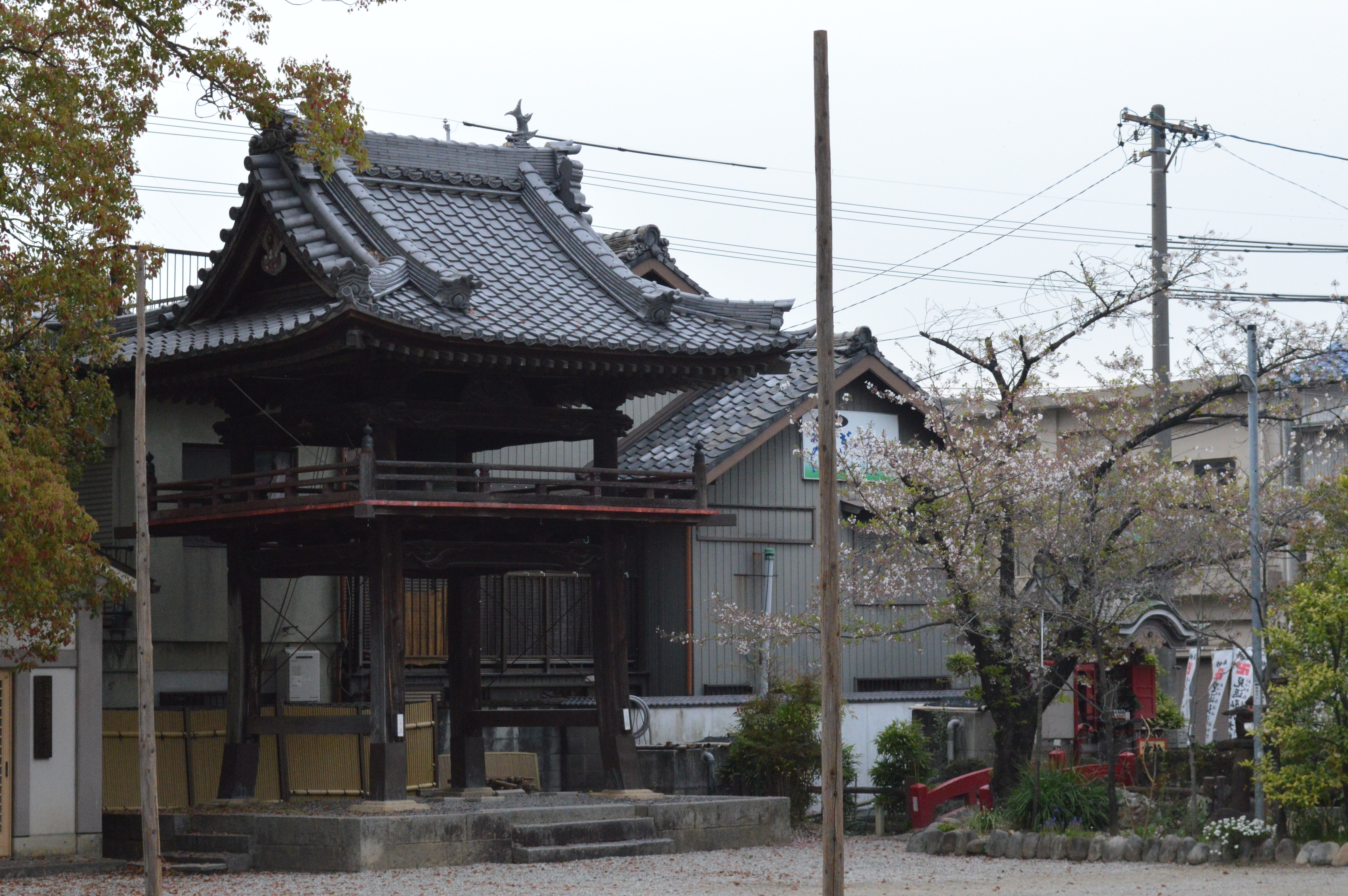
鐘楼
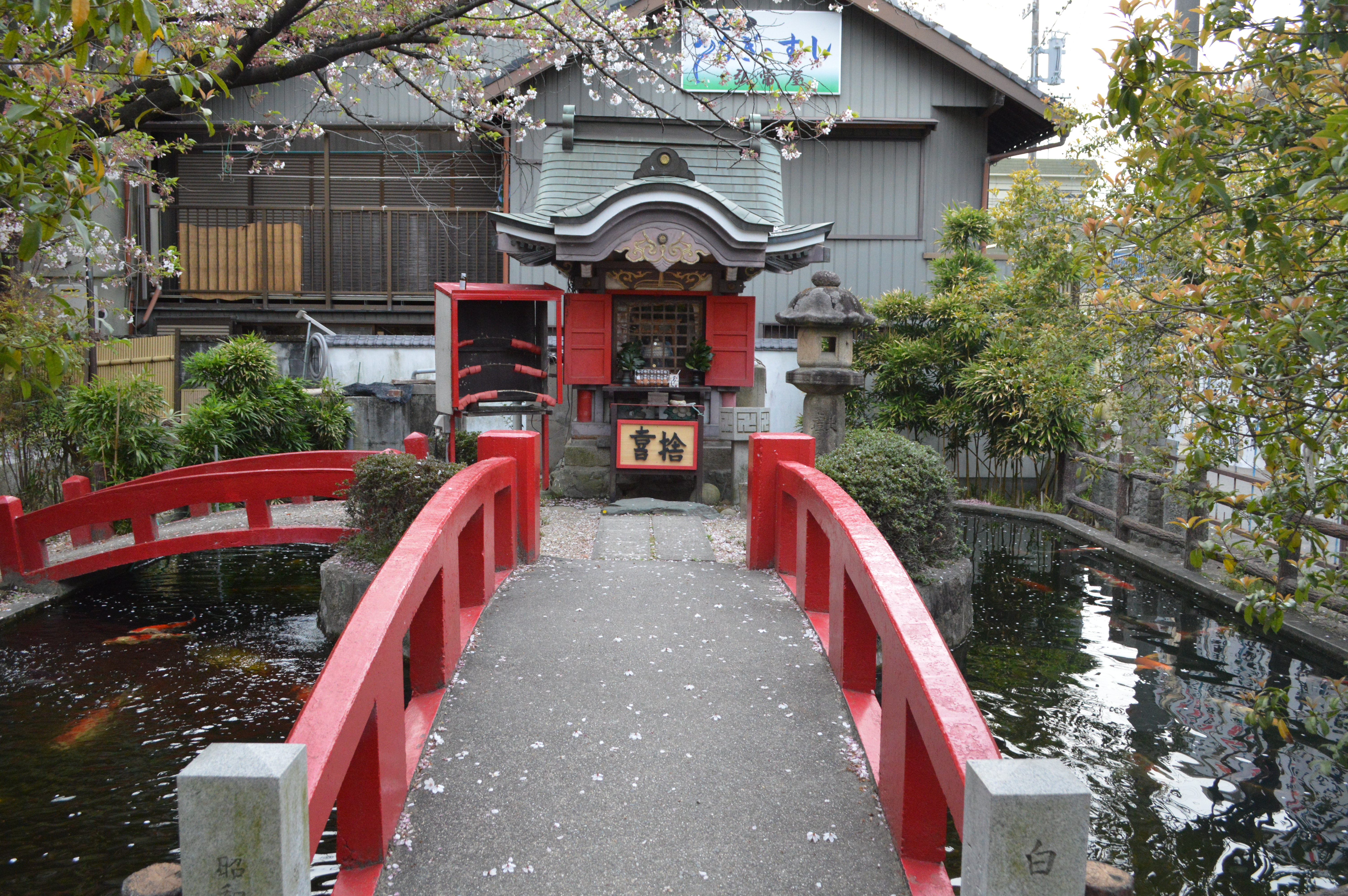
弁天堂
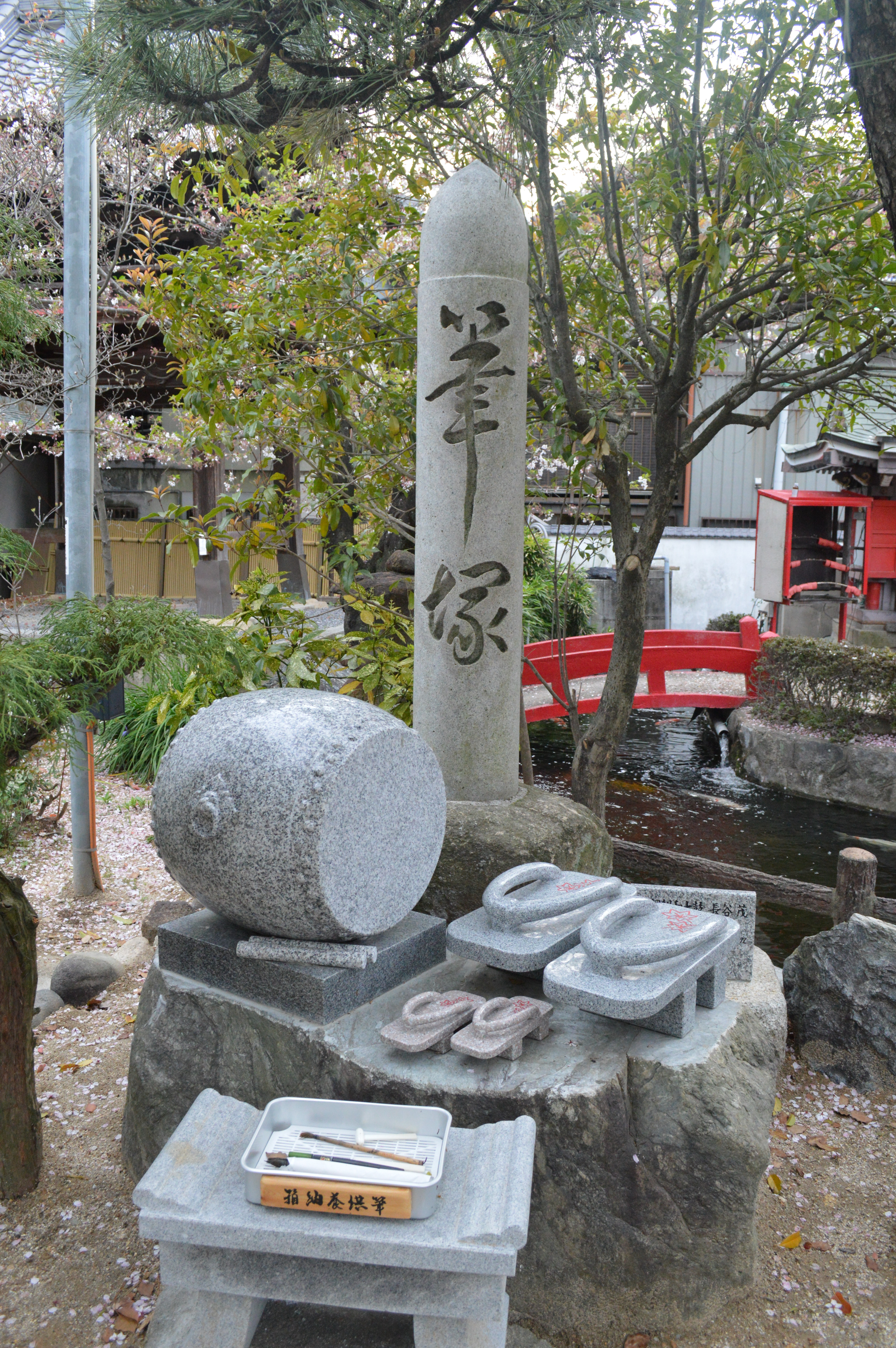
筆塚
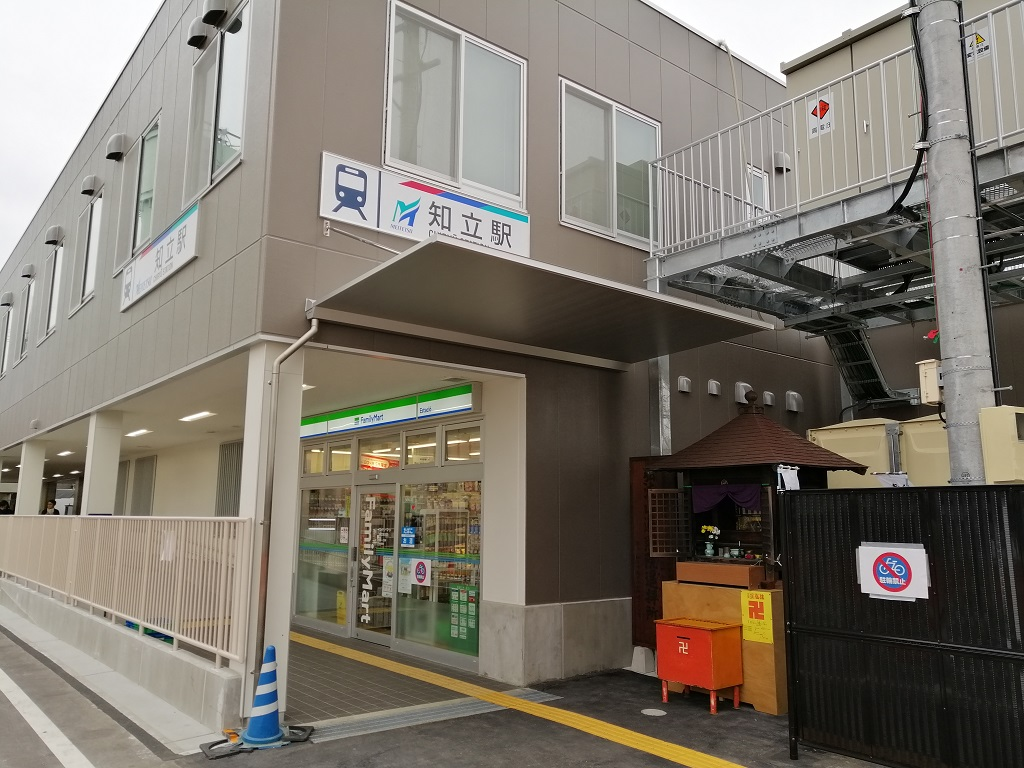
知立駅北改札口外の遙拝所（2019年）
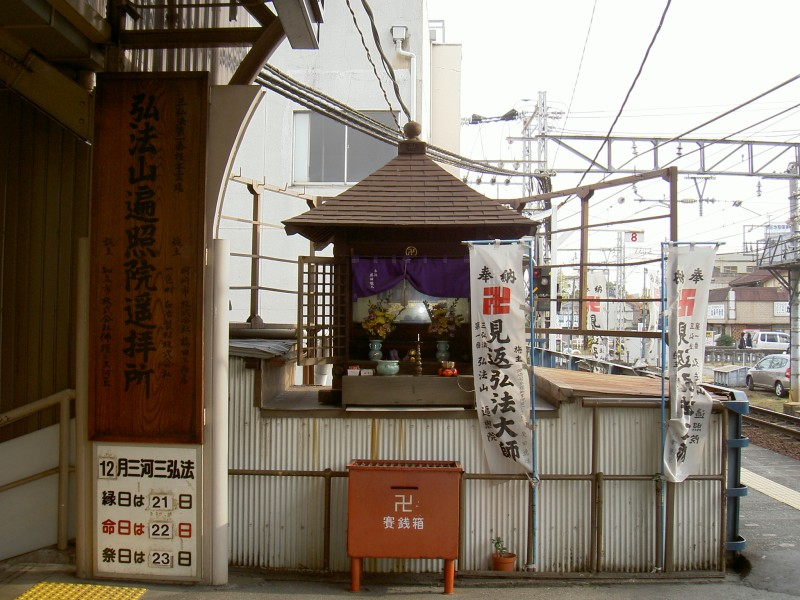
知立駅構内にあった当時の遙拝所（2005年）

## 行事
- 毎月旧暦21日 - 空海命日の縁日。
- 旧暦3月21日 - 善の綱。本尊の開帳。

## 現地情報

### 所在地
- 愛知県知立市弘法町弘法山19

### アクセス
- 名鉄名古屋本線・三河線「知立駅」下車、徒歩で約20分。なお、知立駅の北改札口外に遙拝所がある[注釈 1]。